# Kuzie (Petite-Pologne)
Pour les articles homonymes, voir Kuzie.
Kuzie est une localité polonaise de la gmina de Bolesław, située dans le powiat de Dąbrowa en voïvodie de Petite-Pologne.